# Pećarići
Pećarići – wieś w Chorwacji, w żupanii karlowackiej, w mieście Ozalj. W 2011 roku liczyła 2 mieszkańców.